# شهرستان کاژمیژا
شهرستان کاژمیژا (به لهستانی: Powiat Kazimierza) یک شهرستان در لهستان است که در استان اشوی‌داشکسیه واقع شده‌است. شهرستان کاژمیژا ۴۲۲٫۴۸ کیلومتر مربع مساحت و ۳۵٬۷۷۰ نفر جمعیت دارد.